# Thomas Dagoneau

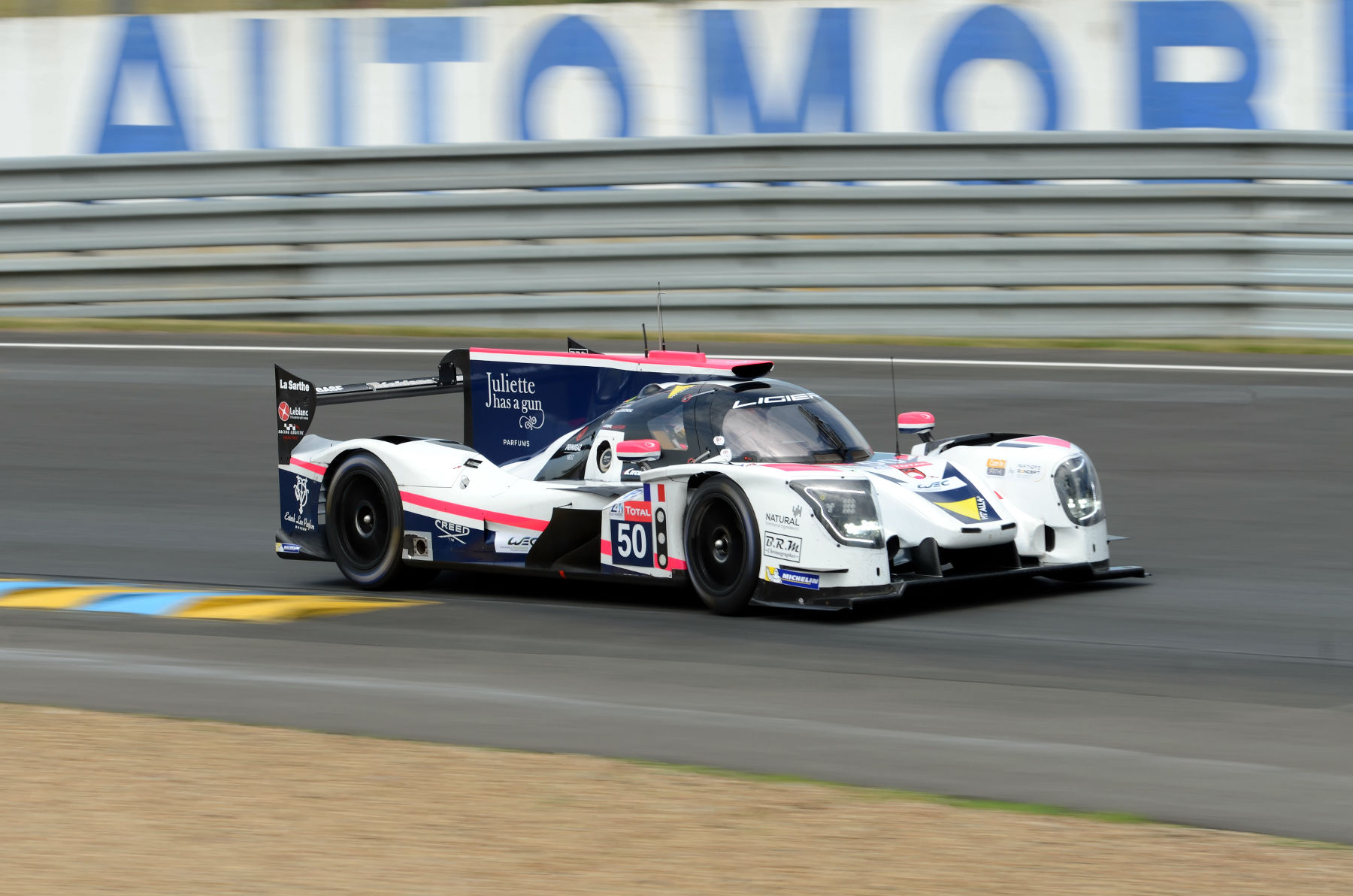
Der von Thomas Dagoneau gefahrene Ligier JS P217 beim 24-Stunden-Rennen von Le Mans 2018

Thomas Dagoneau (* 14. März 1984 in Le Mans) ist ein französischer Autorennfahrer.

## Karriere als Rennfahrer
Thomas Dagoneau kam über den Kartsport in den THP Spider Cup, einer Rennserie für offene einsitzige Prototypen, wo er 2009 den elften Endrang erreichte. Nach zwei Jahren in der V de V Challenge Endurance wechselte er 2012 in die European Le Mans Series und beendete die Saison mit dem zweiten Rang in der LMPC-Klasse. Neben Einsätzen in der V de V Endurance Series, startete er zweimal beim 24-Stunden-Rennen von Le Mans.
2013 kam er gemeinsam mit Rodin Younessi und Matt Downs im Oreca 03 an der 32. Stelle der Gesamtwertung ins Ziel. Ein Ergebnis, das er 2018, diesmal im Ligier JS P217 von  Larbre Compétition, mit dem 33. Rang fast wieder erreichte.

## Statistik

### Le-Mans-Ergebnisse
| Jahr | Team                  | Fahrzeug       | Teamkollege    | Teamkollege  | Platzierung | Ausfallgrund |
| ---- | --------------------- | -------------- | -------------- | ------------ | ----------- | ------------ |
| 2013 | Boutsen Ginion Racing | Oreca 03       | Rodin Younessi | Matt Downs   | Rang 32     |              |
| 2018 | Larbre Compétition    | Ligier JS P217 | Erwin Creed    | Romano Ricci | Rang 33     |              |

### Einzelergebnisse in der FIA-Langstrecken-Weltmeisterschaft
| Saison  | Team                  | Rennwagen      | 1   | 2   | 3   | 4   | 5   | 6   | 7   | 8   |
| ------- | --------------------- | -------------- | --- | --- | --- | --- | --- | --- | --- | --- |
| 2013    | Boutsen Ginion Racing | Oreca 03       | SIL | SPA | LEM | SAO | AUS | FUJ | SHA | BAH |
| 2013    | Boutsen Ginion Racing | Oreca 03       | 32  |     |     |     |     |     |     |     |
| 2018/19 | Larbre Compétition    | Ligier JS P217 | SPA | LEM | SIL | FUJ | SHA | SEB | SPA | LEM |
| 2018/19 | Larbre Compétition    | Ligier JS P217 | 33  |     |     |     |     |     |     |     |